# 68街-亨特學院車站
68街-亨特學院車站（英語：68th Street–Hunter College station）是紐約地鐵IRT萊辛頓大道線的一個慢車地鐵站，位於曼哈頓上東城萊辛頓大道及68街交界，設有4號線（僅深夜停站）、6號線（任何時候停站）列車服務，而繁忙時段的尖峰方向還有開行<6>列車。

## 車站結構
| Ground   | 街道層   | 出入口                                                         |
| 夾層     | 夾層     | 閘機、車站詢問處、Metrocard自動售票機                          |
| 月台層   | 側式月台 | 側式月台                                                       |
| 月台層   | 北行慢車 | ← 往佩勒姆灣公園或帕克徹斯特 (77街) ← 深夜時往伍德羅恩 (77街)  |
| 月台層   | 南行慢車 | → 往布魯克林大橋-市政府 (59街) → → 深夜時往新地段大道 (59街) → |
| 月台層   | 側式月台 |                                                                |
| 快車軌道 | 北行快車 | ← 不停靠                                                       |
| 快車軌道 | 南行快車 | → 不停靠 →                                                     |

此地底車站於1918年7月17日啟用，設有兩個側式月台和兩條慢車軌道。萊辛頓大道線的快車軌道在車站下方通過，站內無法看見。